# Pulianillas
Pulianillas es una localidad y pedanía española perteneciente al municipio de Pulianas, en la provincia de Granada, comunidad autónoma de Andalucía. Está situada en la parte central de la comarca de la Vega de Granada. Limítrofe a esta localidad se encuentran Jun y la ciudad de Granada —por el barrio de Almanjáyar, en el Distrito Norte—, y un poco más alejados están los núcleos de Maracena y Peligros.

## Historia
En los años posteriores al final de la Reconquista se produjo en Pulianillas —como en el resto de Granada— una fuerte inmigración de repobladores cristianos para ocupar los despoblados, que en el caso de esta localidad llegaron fundamentalmente de Valencia y Murcia.
Antes conocida como "Pulianas Lavaxa" (o "Pulianas la Baja"), Pulianillas fue un municipio independiente hasta el 6 de febrero de 1945, fecha en la que se firmó el acuerdo de fusión entre los ayuntamientos de Pulianas y Pulianillas, por el cual el segundo pasaba a depender del primero. En el acto el alcalde pulianillero entregó un inventario por triplicado del archivo, además de enseres y utensilios.

## Demografía
| Gráfica de evolución demográfica de Puleanillas entre 1842 y 1940 |
| |
| Población de derecho según los censos de población del INE Población de hecho según los censos de población del INEEn 1945 este municipio desaparece porque se integra en el municipio Pulianas |